# 腺叶藤
腺叶藤（学名：Stictocardia tiliaefolia），也称大萼旋花，为旋花科腺叶藤属的植物。分布于世界热带沿海地区、台湾岛以及中国大陆的海南等地，常生长在海滨灌木林中，目前尚未由人工引种栽培。